# Турхан, Кузьма Сергеевич
Кузьма Сергеевич Турхан (по паспорту Сергеев; 8 октября 1915, Подлесные Чурачики Казанской губернии — 29 мая 1988, Чебоксары) — чувашский прозаик, переводчик и редактор, педагог.
В Союзе писателей СССР с 1952 года.

## Биография
Родился 8 октября 1915 года в дер. Подлесные Чурачики Казанской губернии. В детстве лишился родителей, рос в детском доме.
Окончил Канашский педагогический техникум и Ленинградский институт журналистики.
Работал учителем языка и литературы в школе, редактором Комитета радиоинформации при Совнаркоме ЧАССР, редактором Чувашского книжного издательства, начальником Чувашглавлита.
В 1937—1940 годы проходил срочную службу в Красной Армии, участвовал в походе по освобождению Западной Белоруссии и Советско-финляндской войне.
Умер 29 мая 1988 года в Чебоксарах.

## Творчество
Первую книгу «В атаке» опубликовал в 1941 году. В ней поведал о суровой войне с белофиннами, о ежедневном солдатском труде, о мужестве и подвигах советских воинов при освобождении Западной Белоруссии и Западной Украины.
Самая большая его работа по объёму и значимости, за которую автора наградили Государственной премии Чувашской АССР им. К. В. Иванова — роман-трилогия «Свияга впадает в Волгу». В трилогии рассказана судьба чувашского народа, о трагедии утраты чувашами государственности и самостоятельности. Автор художественным словом мастерски передал, как чувашей пытались привести к нравственной и духовной смерти, вырождению, как уничтожалась их культура, традиции, как шёл процесс русификации и перехода чувашей в мусульманство. В историческом романе «Сӗве Атӑла юхса кӗрет» («Свияга впадает в Волгу») отражён особенный национальный колорит: в языке, бытовых картинах, характерах, философии, психологии, поведении героев.
Известен переводами, в частности, перевёл пьесу «Русские люди» К. Симонова, повести «Тарас Бульба» Н. Гоголя и «Двенадцатый год» С. Григорьева, а также другие произведения русских писателей на чувашский язык.

## Награды и премии
За большие литературные успехи удостоен ордена «Знак почёта» (1976), за доблесть в боях за Родину награждён орденом Отечественной войны II степени (1985).
- Государственная премия Чувашской АССР им. К. В. Иванова в 1977 году.